# 張介然
張 介然（ちょう かいぜん、? - 755年（天宝14載））は、唐代玄宗朝の軍人。もとの名は六朗。蒲州猗氏県の出身。
西域において活躍したが、安史の乱において、安禄山側に捕らえられ、殺された。

## 生涯
謹慎な性格で算術に長けていたため、河西・隴西地方の太守となった。天宝年間に、皇甫惟明・王忠嗣・哥舒翰ら節度使の武将を勤め、営田支度使など使職を委ねられた。その後、衛尉卿、行軍司馬に昇進し、さらに、銀青光禄大夫・上柱国を加えられた。
長安に入朝した時に、「三品の地位になり、列戟を許されましたが、このままでは故郷の人から貴人になったことが分かりません。長安のみではなく、故郷でも列戟を行うのを認めて頂きたい」と上奏し、許される。故郷で列戟を行うのは、張介然から始まったと伝えられる。長安に来た哥舒翰からの推薦により、少府監に任じられた。
天宝14載（755年）、安史の乱が勃発し、河南節度使に任じられ、陳留を守ることを命じられた。陳留は水陸の要衝であったが、太平の世が長かったため、兵は戦闘経験が無かった。張介然が赴任して三日も経たずに安禄山軍は黄河を渡り、霊昌郡を陥落させた上で迫ってきた。防戦したが、圧倒的兵力が出す銅鑼や太鼓の音に、兵士は気を奪われ、鎧もつけることができなかったと伝えられる。16日間の防戦の末、陳留郡太守の郭納が降伏し、捕らえられた。
安禄山は息子の安慶宗が処刑されたことを知り、陳留の降兵1万人を殺戮し、張介然も処刑された。安禄山側の李庭望が陳留をおさえることとなった。
死後に、工部尚書を追贈されている。

## 伝記資料
- 『旧唐書』巻百八十七下 列伝第百三十七下「忠義下・張介然伝」
- 『新唐書』巻百九十一 列伝第百十六「忠義上・張介然伝」
- 『資治通鑑』